# Раззакова Муяссар Кадирівна
Раззакова Муяссар Кадирівна (узб. Razzoqova Muyassar Qodirovna; 29 лютого 1964, Нукус, СРСР) — узбецька оперна співачка (сопрано). Закінчила Ташкентську державну консерваторію. Народна артистка Узбекистану.